# Vida de perros (película)
Vida de perros (título original en italiano: Vita da cani) es una película de comedia italiana de 1950 dirigida por Mario Monicelli y Steno.

## Argumento
Franca, una bella muchacha que trabaja en una fábrica, cansada de vivir la vida de una obrera, deja a su novio, un joven mecánico, para ir a Roma donde espera encontrar un amante rico. Allí conoce a Vera, una bailarina de una compañía de actores de variedades que le presenta al director, el señor Martoni. Al unirse a la compañía, Franca sigue su suerte hasta que en un pequeño pueblo cerca de Milán los jugadores pobres se encuentran al borde de la pobreza. Franca encuentra a dos elegantes caballeros que le ofrecen llevarla en su coche y junto con Vera se va con ellos. En un momento determinado el coche se detiene y Franca se marcha con uno de los dos dandis pero Vera, que es una chica seria, rechaza la insistencia del otro y se marcha, uniéndose al resto del grupo. En Milán, Martoni, que se queda sin corista, consigue sustituirla por una chica tímida, Margherita, que consigue un éxito inesperado. Vera se casará con un buen joven, que la ama. Franca consigue casarse con un muy rico pero horrible industrial pero cuando reconoce al director de su marido como su exnovio, se desespera y se suicida. A Margherita le ofrecen un trabajo en una empresa de primer nivel pero no quiere dejarlo y Martoni, con una generosa estratagema, la obliga a aceptar.

## Reparto
- Aldo Fabrizi como Nino Martoni.
- Gina Lollobrigida como Margherita / 'Rita Buton'.
- Delia Scala como Vera.
- Tamara Lees como Franka.
- Gianni Barrella como Empresario.
- Bruno Corelli como Dedè Moreno, primer bailarín.
- Enzo Furlai como Boselli (como Enzo Furlai-Furlanetto).
- Enzo Maggio como Gigetto.
- Michele Malaspina como comendador Cantelli.
- Pascual Misiano
- Eduardo Passarelli
- Nyta Dover como Lucy d'Astrid.
- Marcello Mastroianni como Carlo Danesi, prometido de Franca (acreditado como Marcello Mastrojanni).

## Producción
Si bien la dirección de la película fue acreditada a Mario Monicelli y Steno, Monicelli reveló más tarde que había sido el único director.